# OMF International
OMF International (anteriormente Sociedade Missionária no Exterior e antes de 1964 a Missão Para o Interior da China) é uma sociedade missionária cristã protestante internacional e interdenominacional com uma sede internacional em Singapura. Foi fundada na Inglaterra por Hudson Taylor em 25 de junho de 1865.

## Visão geral
A Missão Para o Interior da China foi fundada em princípios de fé e oração, fundada por James Hudson Taylor em 1865. Desde o início, recrutou missionários da classe trabalhadora e também mulheres solteiras. A meta original da missão, que inicialmente era dedicar-se à China, cresceu para incluir levar o Evangelho ao Leste Asiático. Após a saída de todos os missionários estrangeiros no início dos anos 1950, a Missão Para o Interior da China redirecionou seus missionários para outras partes do Leste Asiático. O nome foi alterado para Sociedade Missionária no Exterior em 1964 e, depois, para o nome atual na década de 1990.

## História

### Distintivos Missiológicos da Missão Para o Interior da China
1. É dada prioridade às províncias não alcançadas do interior, ao mesmo tempo em que se busca evangelizar toda a China.
2. Nenhuma solicitação de financiamento ou endividamento é permitida; Olhar somente para Deus; Reunir apoio na vida da fé corporativa
3. Identificação com chineses através do uso de vestimentas chinesas e fila (rabo de cavalo), Realizar adoração em casas chinesas
4. Nativização por meio do treinamento de colegas de trabalho chineses em princípios de autogoverno, autossustento e autopropagação
5. Recrutamento de missionários não com base na educação ou ordenação eclesiástica, mas na qualificação espiritual; envio de mulheres solteiras no interior e profissionais cristãos
6. Membresia interdenominacional e internacional
7. Quartel-general em campo, regra do diretor; líderes e trabalhadores servindo lado a lado
"Queremos ver igrejas e chineses cristãos presididos por pastores e oficiais de seus próprios compatriotas, adorando o Deus verdadeiro na terra de seus pais, nas roupas de seus pais, em sua própria língua onde nasceram e em edifícios de um estilo de arquitetura totalmente chinês"
— J. Hudson Taylor,

### Raizes da Missão

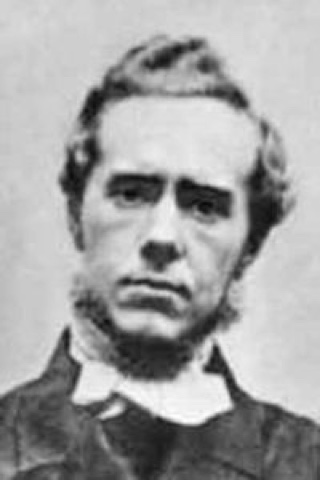
Hudson Taylor por volta de 1865

Hudson Taylor tomou a primeira decisão de fundar a Missão para o Interior da China em Brighton, Inglaterra, durante sua primeira licença do trabalho na China. Assim como seu antecessor missionário Karl Gützlaff, e seu contemporâneo William Chalmers Burns, Taylor estava convencido de que roupas chinesas deveriam ser usadas enquanto se engajava no trabalho missionário no interior da China. Em 3 de outubro de 1865, Taylor enviou John e Anne Stevenson e George Stott para a China, onde chegaram em 6 de fevereiro de 1866. Incluindo os cinco missionários enviados anteriormente a Ningbo - James Joseph Meadows, Jean Notman, Stephen Paul Barchet e George e Anne Crombie, esses oito já estavam na China quando Taylor voltou em 1866. Em 26 de maio daquele ano, Taylor acompanhou o maior grupo de missionários que já havia navegado para a China no Lammermuir. Havia 16 missionários, bem como Hudson, sua esposa, Maria e seus 4 filhos que ficaram conhecidos como o Grupo do Lammermuir. Essa viagem durou 4 meses.

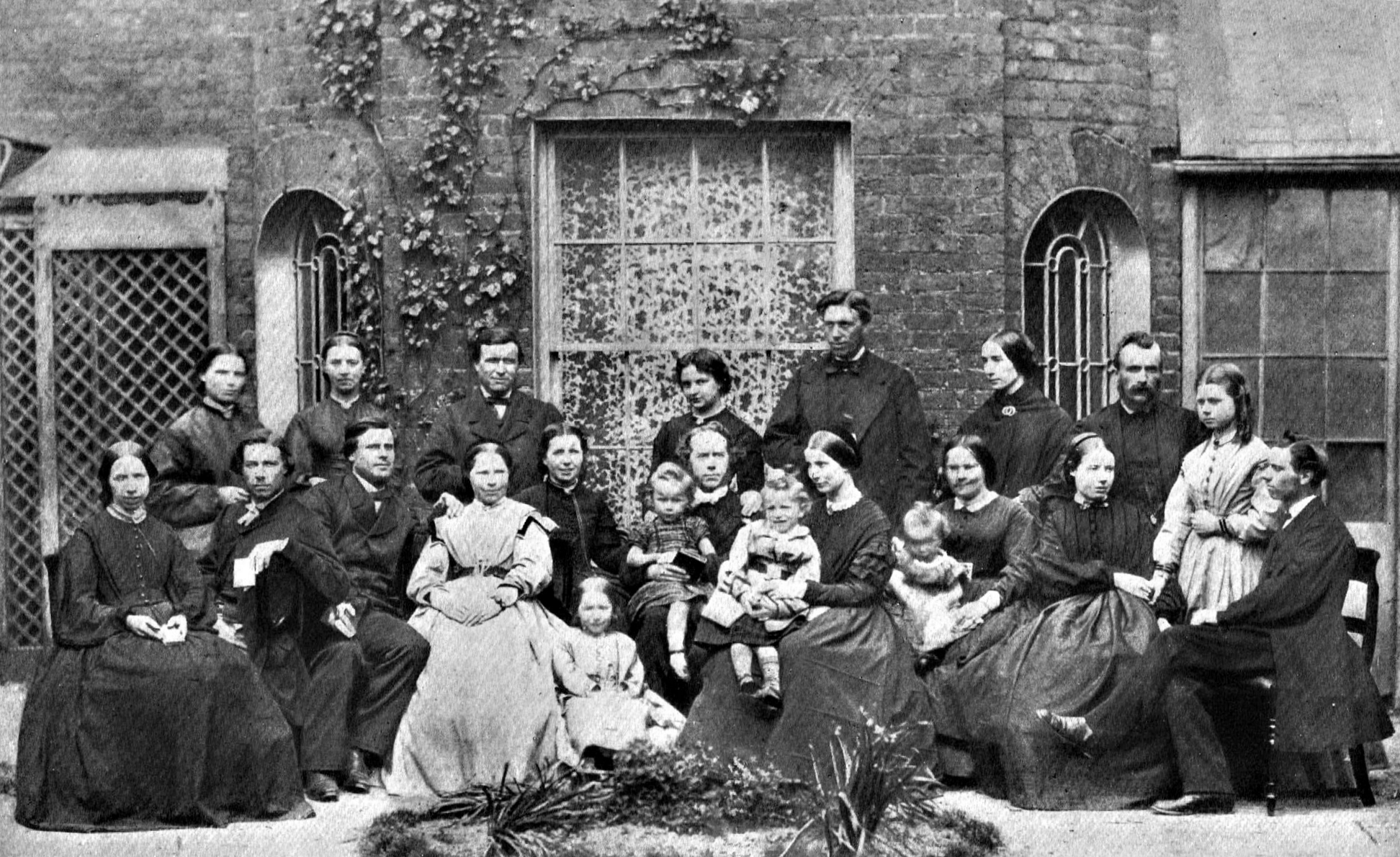
O Grupo do Lammermuir partiu em 26 de maio de 1866.

### Pioneirismo no interior
Em 1872, o Conselho da Missão do Interior da China foi formado em Londres. Em 1875,a missão começou a evangelizar a China sistematicamente. Taylor pediu a Deus 18 missionários para as nove províncias que ainda não haviam sido alcançadas. Em 1881, ele solicitou mais 70 missionários e, em 1886, 100 missionários. Em 1887, " Os Cem missionários " foram enviados à China. Taylor viajou por vários continentes para recrutar para a Missão para o Interior da China. No final do século XIX, a Missão era bem conhecida em todo o mundo. Richard Lovett escreveu sobre as práticas dos missionários em 1899. Ele observou que eles eram humildes e não eram das classes altas e que estavam tendo bom sucesso porque estavam dispostos a "suportar". Naquele ano, Henrietta Soltau estabeleceu uma casa de treinamento para missionárias no norte de Londres. Foi secretária do conselho de senhoras da Missão e centenas de mulheres foram formada naquele lugar.

### A Revolta dos Boxers de 1900

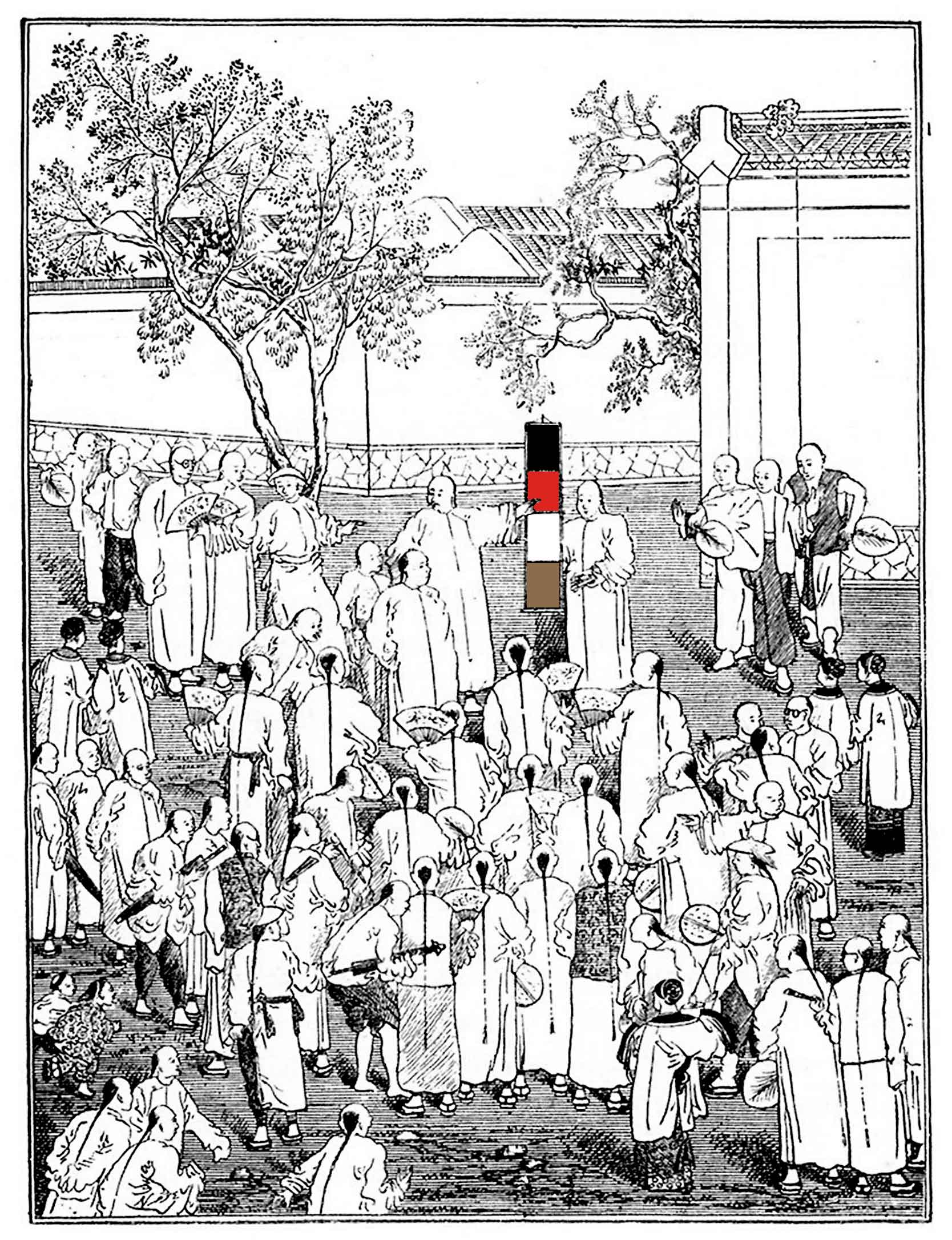
Pregação missionária na China usando o livro sem palavras

Em 1900, ocorreram ataques em toda a China em conexão com a Rebelião dos Boxers, que tinha como alvo cristãos e estrangeiros. A Missão Para o Interior da China perdeu mais membros do que qualquer outra agência: 58 adultos e 21 crianças foram mortos. No entanto, em 1901, enquanto as nações aliadas exigiam compensação do governo chinês, Hudson Taylor recusou-se a aceitar o pagamento pela perda de propriedades ou vidas para demonstrar a mansidão de Cristo aos chineses. No mesmo ano, Dixon Edward Hoste foi nomeado para a direção da missão.

### Crescimento em meio a guerra e revolução
O início dos anos 1900 viu uma grande expansão da atividade missionária na China após a Rebelião dos Boxers, durante a Revolução de 1912 e o estabelecimento da República Chinesa. William Whiting Borden, rico herdeiro da família Borden, Inc., que se formou na Universidade de Yale em 1909, deixou para trás uma vida confortável na América para atender ao chamado por missionários para pregar entre os muçulmanos do noroeste da China. Ele morreu no Egito enquanto ainda estava em treinamento.
Um músico e engenheiro chamado James O. Fraser foi o primeiro a levar a mensagem do Evangelho às tribos Lisu de Yunnan, no sudoeste da China. Isso resultou em um crescimento fenomenal da igreja entre as várias tribos da área, que perdura até o século 21.
O período dos Senhores da Guerra trouxe a ilegalidade generalizada para a China e o trabalho missionário era frequentemente perigoso ou mortal. John e Betty Stam foram um jovem casal assassinado em 1934 por soldados comunistas. Sua biografia, "O triunfo de John e Betty Stam", inspirou uma geração de missionários a seguir os mesmos passos de serviço, apesar das provações de guerra e perseguição que assolaram a China nas décadas de 1930 e 1940.
A invasão japonesa complicou ainda mais os esforços, pois os japoneses não confiavam em ninguém com nacionalidade britânica ou americana. Quando os japoneses invadiram a China na Segunda Guerra Sino-Japonesa, a Missão para o Interior da China mudou seu quartel-general rio acima do rio Yangzi para Chongqing. Muitos missionários foram colocados em campos de concentração, como Weifang, o que durou até o fim da guerra. Toda a Escola Chefoo administrada pela missão em Yantai foi presa em um campo de concentração. Enquanto as crianças e professores partiam, eles cantaram:
O número de cristãos na China, apesar das dificuldades, aumentou de 100.000 no início de 1900 para 700.000 em 1950. A igreja chinesa estava começando a se desenvolver em um movimento nativo, com a ajuda de líderes importantes como John Sung, Wang Ming-Dao, Watchman Nee e Andrew Gih.

## De Missão Para o Interior da China para OMF
Phyllis Thompson escreveu que entre 1949 e 1952, logo após a Revolução Comunista Chinesa, houve um "êxodo relutante" de todos os membros da Missão para o Interior da China.  Os líderes se reuniram em Bournemouth, Inglaterra para discutir a situação e foi tomada a decisão de transferir todos os missionários para o resto da Ásia Oriental. A sede foi transferida para Singapura e os trabalhos começaram no Japão, Taiwan, Hong Kong, Filipinas, Tailândia, Malásia, Singapura, Vietnã, Camboja, Laos e Indonésia. Além de reduzir algumas línguas à forma escrita, a Bíblia foi traduzida e a educação teológica básica foi dada a grupos tribais negligenciados. A publicação e distribuição de literatura cristã foram priorizadas tanto entre as pessoas das tribos rurais quanto entre as classes trabalhadoras e estudantes urbanos. O objetivo permaneceu para cada comunidade ter uma igreja na Ásia Oriental e, assim, o Evangelho seria pregado "a toda criatura". A proclamação da mensagem cristã também incluiu trabalho médico. Três hospitais foram abertos na região rural da Tailândia, bem como um programa de controle da hanseníase. Muitos dos pacientes eram refugiados. Nas Filipinas, foram lançados programas de desenvolvimento comunitário. A reabilitação de alcoólatras começou no Japão e o trabalho de reabilitação entre prostitutas foi iniciado em Taipei e Bangkok.

In 1980, Hudson Taylor's great grandson James Hudson Taylor III was appointed General Director for the mission work. According to Taylor in 1989, 
| “ | "The fellowship has no desire to re-establish itself there (in China) in the form it used to have", but he also affirmed that "OMF is still deeply committed to the Chinese people. We can never forget that we came into existence as the China Inland Mission. Ever since our ‘reluctant exodus’ we have called the church worldwide to prayer for our brothers and sisters in China, and to share in proclaiming the gospel and nurturing millions of new believers through radio broadcasts and the provision of Bibles and Christian literature." | ” |

O Dr. Patrick Fung, um cristão chinês nomeado em 2006, é o primeiro asiático a liderar a missão. O trabalho continua até os dias atuais. 

## O antigo prédio da sede em Londres
A sede original estava localizada em Newington Green, no norte de Londres. No final do século XIX, quando o prédio do CIM foi inaugurado, o que antes era uma vila rural havia sido incorporada à metrópole. Newington Green cresceu em torno de um núcleo de dissidentes ingleses e suas famosas academias. A sede atual da CIM fica entre dois outros edifícios classificados na área verde, Newington Green Unitarian Church (1708), e o terraço de tijolos mais antigo de Londres, 52-55 the Green, onde o notável ministro Richard Price viveu.
O edifício foi remodelado por Haworth Tompkins. Agora conhecida como Alliance House, é administrada por Sanctuary Students como acomodação da City University.

## Cronologia

### Década de 1860
- Fundação da Missão Para o Interior da China em 25 de junho de 1865 na praia de Brighton, Sussex, Inglaterra
- Publicação de " China's Spiritual Need and Claims " por Hudson Taylor em outubro de 1865 em Londres
- O Periódico da Missão Para o Interior da China é publicado pela primeira vez em Londres em janeiro de 1866
- O grupo do Lammermuir navega para a China em maio de 1866
- O grupo de Lammermuir chegou em dezembro de 1866 em Xin Kai Long (New Lane), Hangzhou, Zhejiang, China
- 1866: Zhejiang - Hangzhou : (Hudson Taylor abre umaa estação missionária como seu quartel-general).
- 1866: Zhejiang - Fenghua : George Crombie abre uma estação missionária.
- 1866: Zhejiang - Shaoxing : John Stevenson e sua esposa Ann inauguram uma estação missionária.

Um mapa mostrando (em preto) as nove províncias chinesas que foram consideradas não alcançadas pela mensagem do Evangelho em 1865.

- 1867: Zhejiang - Xiaoshan : Lewis e Eliza Nicol e James Williamson inauguram uma estação missionária.
- 1867: Zhejiang: John Sell morre de varíola
- 1867: Zhejiang - Hangzhou : Grace Dyer Taylor, filha mais velha de Hudson e Maria, morre de meningite
- 1867: Zhejiang - Taizhou : James Joseph Meadows e Josiah Jackson abrem uma estação missionária.
- 1867: Jiangsu - Nanjing : George Duncan abre uma estação missionária.
- 1868: Jiangsu - Yangzhou : Hudson Taylor inaugura uma estação missionária.
- 22 de agosto de 1868: Revolta de Yangzhou
- 1868: Jiangsu - Huzhou : John McCarthy inaugurou uma estação missionária.
- 1869: Anhui - Anqing : James Meadows e James Williamson abrem uma estação missionária.
- 1869: Jiangxi - Jiujiang : John Edwin Cardwell e sua esposa abrem uma estação missionária.

### Década de 1870

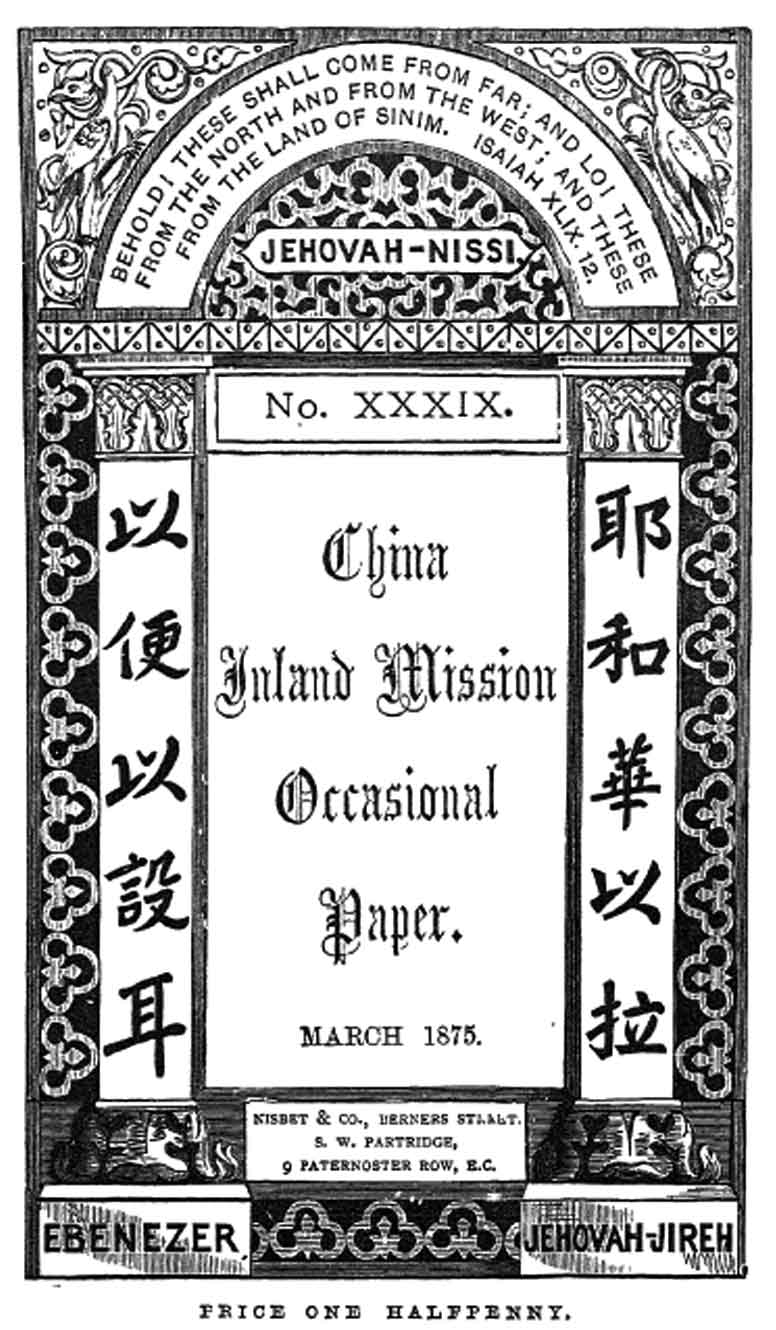
Capa do Periódico da Missão Para o Interior da China em 1875.

- Maria Jane Dyer, a "Mãe da Missão" morre em 23 de julho de 1870 em Zhenjiang, Jiangsu, China
- 1871-1875, Jiangxi - Dagutang : JE Cardwell e sua esposa abrem uma estação missionária.
- 1874, Hubei - Wuchang : Hudson Taylor e Charles Judd inauguram uma estação missionária.
- Um apelo Por Dezoito Trabalhadores é publicado em janeiro de 1875 em Londres
- China's Millions Vol. 1, nº 1, é publicado em julho de 1875 em Londres
- 1875, Henan : Henry Taylor é o primeiro Cristão Protestante a trabalhar em uma das 9 províncias da China até então consideradas inconscientes da mensagem do Evangelho.
- 1875, Hunan : Charles Henry Judd e Adam C. Dorward são os primeiros missionários cristãos protestantes em Hunan e mais tarde os dois viajaram 1.500 milhas através da China de 1880 a 1882.
- 1876, Shanxi: Francis James e Joshua J. Turner são os primeiros missionários cristãos protestantes em Shanxi e começam a ajudar as vítimas do desastre e da fome.
- 1876, Shaanxi : Frederick W. Baller, George King são os primeiros missionários cristãos protestantes a trabalhar em Shaanxi.
- 1876, Gansu : George F. Easton e George Parker são os primeiros missionários cristãos protestantes a trabalhar lá.
- 1876, Sichuan : James Cameron é o primeiro missionário cristão protestante itinerante a trabalhar lá. George Nicoll se estabelece lá após viagem

- 1877, Guizhou: Charles Henry Judd e James F. Broumton são os primeiros missionários cristãos protestantes lá. Broumton mais tarde foi o pioneiro no trabalho entre os grupos minoritários do povo Miao e Yi.
- 1877, Guangxi: Edward Fishe é o primeiro missionário cristão protestante lá. Ele morreu no mesmo ano.
- 1877, Yunnan: John McCarthy viajou a pé de Zhenjiang para Hankou, via Sichuan, Guizhou e Yunnan para Bhamo em Mianmar; a viagem durou 7 meses com a pregação ao longo do caminho. Ele foi o primeiro europeu a cruzar a China a pé de leste a oeste, bem como o primeiro missionário cristão protestante a entrar na província de Yunnan.
- 1877, Tibete: James Cameron caminhou de Chongqing a Batang, o primeiro a levar o Evangelho ao povo tibetano. Ele então seguiu para Dali e Bhamo, depois via Guangdong de volta a Chongqing, uma jornada cobrindo 17 das então 18 províncias chinesas.
- 1878, Shaanxi: Jennie Taylor é a primeira mulher missionária cristã a viajar para o interior da China, distribuindo ajuda para aqueles afetados pela Grande Fome do Norte da China de 1877-78.
- 1879, Shaanxi: George e Emily Snow King são o primeiro casal missionário a se estabelecer em Hanzhong.
- 1879, Sichuan: M. A. Howland Nicoll é a primeira mulher missionária cristã a viver em Chongqing.

### Década de 1880

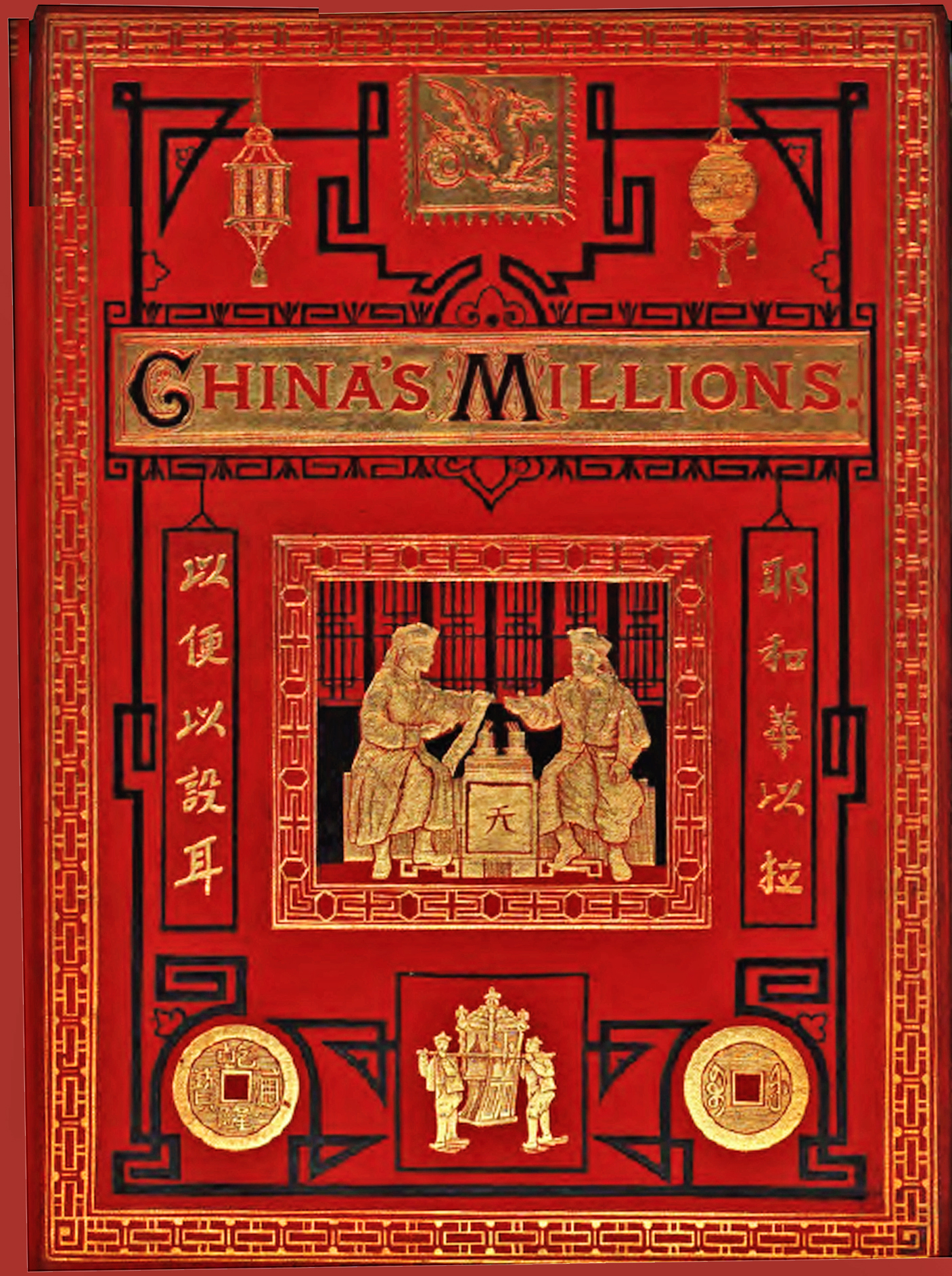
Capa do China's Millions de 1885

- 1880, Shanxi: Harold A. Schofield funda o primeiro Hospital Missionário do Interior da China em Taiyuan.
- 1880, Gansu: Elizabeth Wilson, neta de Elizabeth Hanbury, é a primeira missionária cristã lá.
- 1880, Guizhou: George Clarke e sua esposa Fanny decidem trabalhar lá.
- 1881, Yunnan: John Stevenson e Henry Soltau viajaram 1.900 milhas em 86 dias a pé de Bhamo, Kunming, Chongqing, Wuchang a Xangai, estabelecendo um recorde de oeste para leste.
- 1881 Yunnan: George e Fanny Clarke decidem trabalhar em Dali.
- 1881 Shandong : Escola Chefoo iniciada em Yantai (originalmente "The Protestant Collegiate School")
- Os Sete de Cambridge chegam em 3 de março de 1885 na China
- Os cem missionários são enviados em um ano de 1887
- Benjamin Broomhall lança National Righteousness, um periódico da campanha anti-ópio em 1888
- O primeiro grupo de missionários americanos chegou em 30 de outubro de 1888 em Xangai, China
- 1889: Conselho interno da América do Norte formado

### Década de 1890

Sede da Missão Para o Interior da China em Xangai. Final do século XIX.

- 1890: Sede em Xangai em Wusong Road
- 1890: O Conselho Nacional da Austrália para a Missão Para o Interior da China é formado
- O primeiro grupo de missionários australianos chega em 1890
- Conselho doméstico da Nova Zelândia é formado
- 1895: Inaugurada a Sede do escritório Newington Green em Londres

### Década de 1900
- A Rebelião dos Boxers de 1900 ceifa a vida de 58 missionários e 21 crianças na Missão do Interior da China.
- Em 1901, Hudson Taylor recusa aceitar o pagamento de indenização do governo chinês pela perda de propriedade ou vida, para mostrar a 'mansidão e gentileza de Cristo'
- 1901: Um conselho foi estabelecido, com sede na Filadélfia, para supervisionar o trabalho da missão nos Estados Unidos
- Dixon Edward Hoste nomeado Diretor Geral interino em 1901

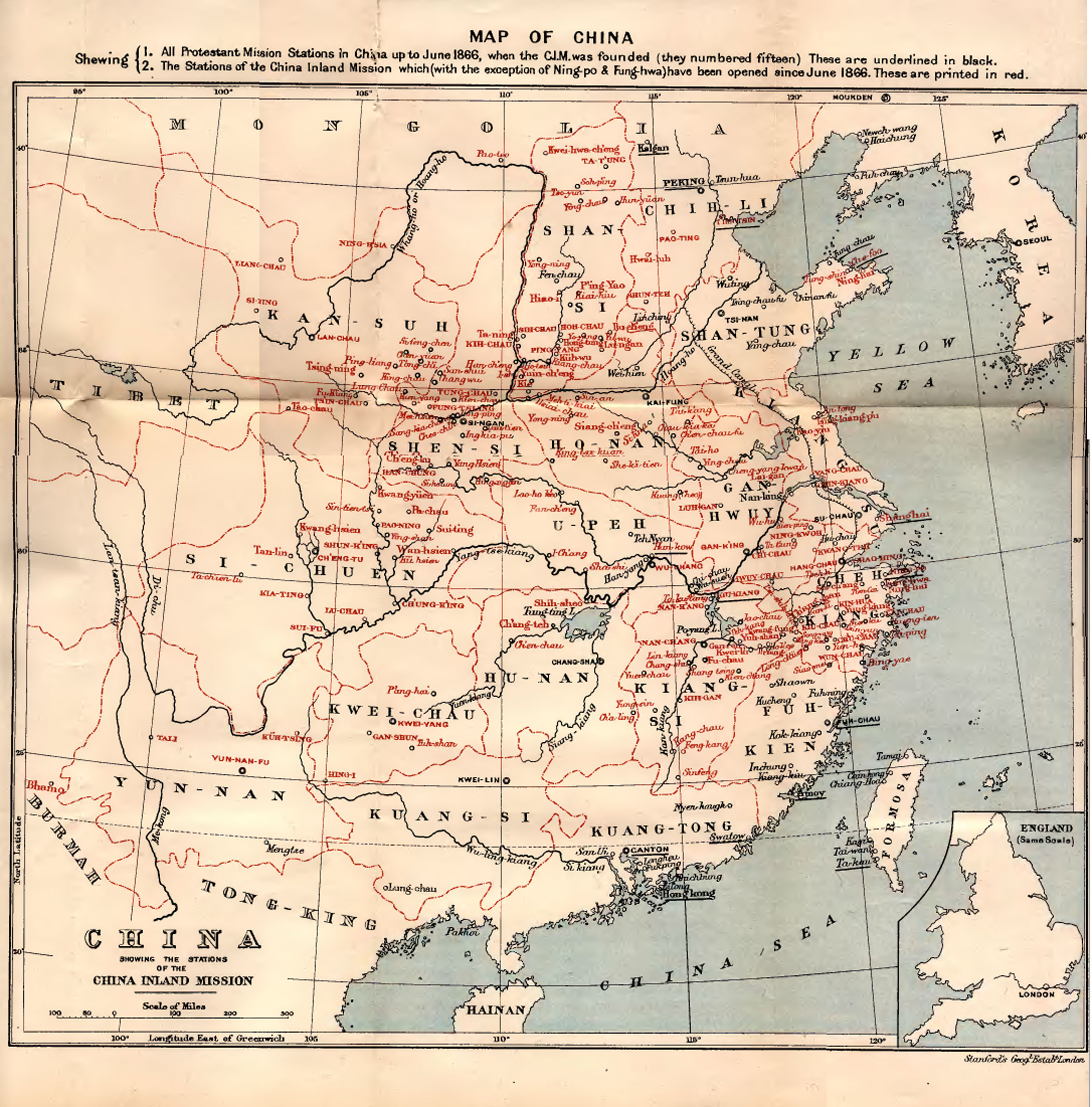
Missões da CIM em 1902

- James Hudson Taylor renuncia ao cargo de Diretor da Missão para o Interior da China em novembro de 1902
- 1904, Xinjiang: George Hunter abre uma estação missionária
- James Hudson Taylor morre em 3 de junho de 1905 em Changsha, Hunan, China
- Imperatriz Dowager morre em 1908
- A Missão do Interior da China envia uma equipe de socorro às enchentes e à fome em Jiangsu, Anhui e Henan

### Década de 1910
- J. O. Fraser chega à China em 1910
- 60.000 cristãos em West Yunnan, região tribal da China
- 1911: Benjamin Broomhall morre após o sucesso de sua campanha anti-ópio
- República Chinesa fundada em 1912
- Em 1912, o número de membros da Missão no Interior da China ultrapassou 1.000, sendo, então a maior agência missionária trabalhando na China
- 1915: 1.063 trabalhadores trabalhavam em 227 estações.

### Década de 1920
- 1925: Gustav Burklin chega à China
- 1927: A Guerra Civil Chinesa forçou a evacuação temporária de quase todos os missionários
- 1929-1932:A Missão Para o Interior da China começa a enviar os missionáriosde volta para suas estações.[9] A Chamada para Duzentos Novos Trabalhadores foi lançada em março de 1929 e compartilhada no China's Millions em maio de 1929 [10]

### Década de 1930
- A sede em Xangai muda para Sinza Road em 1930
- Em 31 de dezembro de 1931, o último dos Duzentos Novos Trabalhadores havia partido.[11]
- 1934: 1.368 missionários serviam em 364 estações. A equipe da missão também incluiu centenas de pastores, professores, colportores, capelães e mulheres chineses.
- John e Betty Stam são executados em South Anhui em 1934
- A Segunda Guerra Mundial forçou muitos dos missionários a ir mais para o interior - ou foram capturados pelos japoneses e detidos até o final da guerra
- Em 1939, 200.000 chineses e minoritários foram batizados por trabalhadores da Missão

### Década de 1940
- 1942: 1.263 missionários. O quartel-general foi evacuado de Xangai para escapar do exército japonês. Uma sede de emergência foi instalada em Chongqing, a mesma cidade para onde o governo chinês se mudou.
- Novembro de 1942: A Escola da Missão Para o Interior da China em Yantai é fechada e todos os alunos e funcionários presos.
- 1943: Conselho Doméstico da África do Sul é formado
- Agosto de 1945: A Escola da Missão Para o Interior da China em Yantai é libertada por paraquedistas americanos
- 1945: a equipe voltapara Xangai
- 1º de outubro de 1949: Mao Zedong proclama a República Popular da China em Pequim
- Werner Bürklin. filho de Gustav e Lina Bürklin nasce em Wuhu, província de Anhui

### Década de 1950
- Depois do " O Manifesto Cristão ", a Missão Para o Interior da China começou a retirar seus missionários em 1953
- 1950: 1.104 missionários, dos quais 757 estavam na China. Conselho Doméstico da Missão iniciado na Suíça
- 1951: Lançado o Movimento Patriótico das Três Autônomas, permitindo o controle governamental de assembleias cristãs
- Novembro de 1951: Uma nova sede foi estabelecida em Singapura, e o nome da organização foi mudado para A Sociedade Missionária no Exterior da Missão Para o Interior da China
- 1951: Uma sede temporária foi estabelecida em Hong Kong, principalmente para supervisionar a retirada dos missionários.
- 14 de outubro de 1954: A missão foi reorganizada em uma reunião do conselho ultramarino da missão. O conselho reafirmou a necessidade da missão, mas mudou sua estrutura para que os cristãos não ocidentais pudessem se tornar membros plenos e estabelecer conselhos em seus próprios países. A ênfase principal do OMF era continuar a ser o evangelismo, mas o apoio também seria dado a um programa de literatura, serviços médicos, divulgação de rádio e TV, trabalho estudantil e trabalho linguístico.
- Reenvio de todos os missionários para o Leste Asiático

### Década de 1960
- A Missão Para o Interior da China é renomeada como Sociedade Missionária no Exterior em 1964
- 1966-1972: Revolução Cultural Chinesa todos os cristãos silenciados, incluindo o Movimento Patriótico das Três Autônomas
- Trabalho médico iniciado na Tailândia rural
- 1965: Formados os Conselhos Internos do Japão, Singapura e Malásia
- 1966: Formados os Conselhos Internos de Hong Kong e Filipinas
- 1967: Conselhos internos da Alemanha e da Holanda são formados
- 1969: O conselho para a América do Norte foi dissolvido e os conselhos dos Estados Unidos e do Canadá tornaram-se completamente autônomos.

### Década de 1970
- 1975: Fusão com a Borneo Evangelical Mission (BEM)

### Década de 1980
- 1980-1990 James Hudson Taylor III serve como sétimo Diretor Geral.
- Igreja chinesa atinge 21,5 milhões de membros batizados, mais de 52 milhões incluindo famílias cristãs e adeptos
- Werner Bürklin, nascido na China, retorna à China em 1980 para iniciar um ministério de ensino, primeiro em Nanchang, Jiangxi e depois em muitas cidades da China. Ele fundou a China Partner, uma organização missionária para facilitar isso. Mais tarde, seu filho Erik ao lado de sua filha Linda continuou este ministério.

### Década de 1990
- Sociedade Missionária no Exterior renomeada como OMF International
- 1993: Os primeiros trabalhadores da OMF entram na Mongólia
- Em 1994, é inaugurada a enfermaria de AIDS no Hospital Manorom, Tailândia
- 1995: OMF estabelece presença na web
- 1999: Trabalhadores da OMF envolvidos na operação de socorro após o terremoto de Taiwan

### Anos 2000
- 2004 OMF envolvido em ajuda humanitária após tsunami na Ásia
- 2006 O Dr. Patrick Fung é nomeado Diretor Geral, o primeiro asiático a ocupar esta posição na OMF.

### Década de 2010
- 2011 OMF envolvido em assistência, aconselhamento e visitas a moradias temporárias após o terremoto e tsunami de Tōhoku em 2011
- 2014 OMF reabre seu centro OMF na África do Sul, com base na África do Sul
- 2015 OMF comemora 150 anos: 1865-2015.
- 2016 OMF junta-se à rede Faith2Share de agências missionárias.
- OMF International tem 1400 funcionários de mais de 40 nações, servindo globalmente.

## Lista dos Diretores Gerais da CIM & OMF International
| Nome                     | Anos no cargo   |
| ------------------------ | --------------- |
| James Hudson Taylor      | 1865-1902       |
| Dixon Edward Hoste       | 1902-1935       |
| George W. Gibb           | 1935-1940       |
| Frank Houghton           | 1940-1951       |
| O Diretório              | 1951-1954       |
| John Oswald (JO) Sanders | 1954-1969       |
| Michael C. Griffiths     | 1969-1981       |
| James Hudson Taylor III  | 1981-1991       |
| David Pickard            | 1991-2001       |
| David Harley             | 2001-2006       |
| Patrick Fung             | 2006 – presente |

## Arquivos
Os documentos da China Inland Mission são mantidos pelos Arquivos SOAS, o Billy Graham Centre for Evangelism no Wheaton College , o OMF International Centre em Singapura , a Hong Kong Baptist University e vários escritórios regionais.